# Adam Murray
Adam Murray (Birmingham, 30 settembre 1981) è un allenatore di calcio ed ex calciatore inglese, di ruolo centrocampista, tecnico dell'Eastbourne Borough.

## Carriera

### Club
Adam Murray ha iniziato la carriera nelle giovanili del Derby County, diventando professionista ad agosto 1998. Ha debuttato in campionato il 17 aprile 1999, entrando in campo al posto di Mikkel Beck nella sconfitta in trasferta del Derby con il West Ham United, in Premier League. Ha gradualmente ottenuto il posto da titolare in squadra, ma nell'ultimo campionato del Derby County in Premiership lo ha perso ed è stato ceduto in prestito al Mansfield Town, a febbraio 2002. Con la retrocessione dei Rams, ha trovato maggiore spazio in squadra, ma nel 2003 si è trasferito ai Kidderminster Harriers, sempre in prestito.
È però rientrato dal prestito prima del previsto, a causa dei suoi problemi con l'alcool: poco dopo, infatti, è stato addirittura ricoverato in una clinica.
Ha lasciato definitivamente il Derby a novembre 2003, per passare al Notts County. In seguito, ha giocato per il Burton Albion, prima di tornare al Notts County. È poi tornato ai Kidderminster Harriers ed ha giocato abbastanza regolarmente fino al termine della stagione.
A giugno 2004 ha firmato per il Mansfield Town, dove è stato titolare fino al momento del suo passaggio al Carlisle United, nel marzo 2005. Il 10 agosto 2006, ha chiesto il trasferimento al tecnico Neil McDonald. Ha così saltato le prime due gare stagionali del Carlisle United e, nell'ultimo giorno di mercato utile, è stato acquistato dal Torquay United, in cambio di diecimila sterline.
Nel gennaio del 2007 è stato ingaggiato dal Macclesfield Town, nella Football League Two. Il trasferimento è costato oltre diciassettemila sterline e il calciatore ha firmato un contratto di due anni e mezzo.
Un anno dopo è passato all'Oxford United e ne è diventato capitano nell'estate dello stesso anno, per perdere poi la fascia a dicembre.

## Palmarès

### Giocatore

#### Competizioni nazionali
- Football Conference: 1

Mansfield Town: 2012-2013

### Allenatore

#### Competizioni nazionali
- National League North: 1

Fylde: 2022-2023